# UCI-Straßenradsport-Kalender der Frauen 2014
Der UCI-Straßenradsport-Kalender der Frauen 2014 (Elite) umfasste Straßenradrennen zwischen Januar und November 2014. Die einzelnen Eintages- und Etappenrennen werden durch den Weltradsportverband UCI in verschiedene Kategorien eingestuft:  Weltmeisterschaften (CM), Kontinentalmeisterschaften (CC), Weltcuprennen (CDM), Eintagesrennen der Kategorien 1 und 2 (1.1 bzw. 1.2) sowie Etappenrennen der Kategorien  HC (hors categorie), 1 und 2 (2.HC, 2.1 bzw. 2.2). Bei den Rennen werden Punkte für die Weltrangliste vergeben. In den UCI-Kategorien 1 und 2 konnten außer Radrennfahrerinnen der Elite auch Juniorinnen des letzten Jahrgangs teilnehmen.

## Rennen

### Januar
| Datum   | Rennen                    | Kat. | Siegerin (UCI Women’s Team)                                |
| ------- | ------------------------- | ---- | ---------------------------------------------------------- |
| 14.–18. | Tour Femenino de San Luis | 2.2  | Alison Powers (UnitedHealthcare Professional Cycling Team) |

### Februar
| Datum  | Rennen                                      | Kat. | Siegerin (UCI Women’s Team)            |
| ------ | ------------------------------------------- | ---- | -------------------------------------- |
| 4.–7.  | Ladies Tour of Qatar                        | 2.1  | Kirsten Wild Giant-Shimano             |
| 21.    | Ozeanische Meisterschaften Einzelzeitfahren | CC   | Shara Gillow                           |
| 22.    | Ozeanische Meisterschaften Straßenrennen    | CC   | Jessica Allen                          |
| 26.–2. | Vuelta Internacional Femenina a Costa Rica  | 2.2  | Olga Sergejewna Sabelinskaja (Rusvelo) |

### März
| Datum   | Rennen                                   | Kat. | Siegerin (UCI Women’s Team)                              |
| ------- | ---------------------------------------- | ---- | -------------------------------------------------------- |
| 1.      | Omloop Het Nieuwsblad                    | 1.2  | Amy Pieters (Giant-Shimano)                              |
| 3.      | Le Samyn des Dames                       | 1.2  | Emma Johansson (Orica-AIS)                               |
| 6.      | Grand Prix GSB                           | 1.1  | Olga Sergejewna Sabelinskaja (RVL)                       |
| 7.      | Grand Prix de Oriente                    | 1.2  | Mara Abbott (UnitedHealthcare Professional Cycling Team) |
| 8.      | Grand Prix El Salvador                   | 1.2  | Alena Amjaljussik (Astana BePink Women’s Team)           |
| 9.      | Omloop van het Hageland                  | 1.2  | Elizabeth Armitstead (Boels Dolmans Cyclingteam)         |
| 11.–16. | Vuelta el Salvador                       | 2.1  | Mara Abbott (UnitedHealthcare Professional Cycling Team) |
| 13.     | Molecaten Drentse 8                      | 1.2  | Chantal Blaak (Specialized-lululemon)                    |
| 15.     | Ronde van Drenthe                        | CDM  | Elizabeth Armitstead (Boels Dolmans Cyclingteam)         |
| 16.     | Novilon Eurocup                          | 1.2  | Kirsten Wild (Giant-Shimano)                             |
| 23.     | GP Comune di Cornaredo                   | 1.2  | Shelley Olds (Alé Cipollini)                             |
| 23.     | Grand Prix Cholet-Pays de la Loire       | 1.2  | Emma Johansson                                           |
| 30.     | Gent–Wevelgem                            | 1.2  | Lauren Hall                                              |
| 30.     | Trofeo Alfredo Binda-Comune di Cittiglio | CDM  | Emma Johansson Orica-AIS                                 |

### April
| Datum  | Rennen                        | Kat. | Siegerin (UCI Women’s Team)                          |
| ------ | ----------------------------- | ---- | ---------------------------------------------------- |
| 6.     | Flandern-Rundfahrt            | CDM  | Eleonora van Dijk (Boels Dolmans Cyclingteam)        |
| 7.     | Grand Prix de Dottignies      | 1.2  | Giorgia Bronzini (Wiggle Honda)                      |
| 9.–13. | Energiewacht Tour             | 2.2  | Lucinda Brand (Rabo Liv Women Cycling Team)          |
| 8.–10. | Women’s Tour of Thailand      | 2.2  | Meng Zhao Juan                                       |
| 18.    | Winston-Salem Cycling Classic | 1.2  | Shelley Olds (Alé Cipollini)                         |
| 20.    | Ronde van Gelderland          | 1.2  | Kirsten Wild (Giant-Shimano)                         |
| 23.    | La Flèche Wallonne Féminine   | CDM  | Pauline Ferrand-Prévot (Rabo Liv Women Cycling Team) |
| 26.    | Omloop van Borsele            | 1.2  | Chloe Hosking (Hitec Products)                       |
| 27.    | Dwars door de Westhoek        | 1.1  | Anna van der Breggen (Rabo Liv Women Cycling Team)   |

### Mai
| Datum   | Rennen                                            | Kat. | Siegerin (UCI Women’s Team)                        |
| ------- | ------------------------------------------------- | ---- | -------------------------------------------------- |
| 1.–4.   | Gracia Orlová                                     | 2.2  | Paulina Brzeźna                                    |
| 2.      | Ronde van Overijssel                              | 1.1  | Lisa Brennauer (Specialized-lululemon)             |
| 2.–4.   | Grand Prix Elsy Jacobs                            | 2.1  | Anna van der Breggen (Rabo Liv Women Cycling Team) |
| 7.–11.  | The Women’s Tour                                  | 2.1  | Marianne Vos (Rabo Liv Women Cycling Team)         |
| 8.      | Panamerikanische Meisterschaften Einzelzeitfahren | CC   | Evelyn Stevens                                     |
| 10.     | Panamerikanische Meisterschaften Straßenrennen    | CC   | Arlenis Sierra                                     |
| 14.–16. | Tour of Chongming Island                          | 2.1  | Kirsten Wild (Giant-Shimano)                       |
| 17.     | Trofee Maarten Wynants                            | 1.2  | Maaike Polspoel                                    |
| 17.     | Copa Federación Venezolana de Ciclismo            | 1.2  | Angie González                                     |
| 18.     | Clasico de la Federación Venezolana de Ciclismo   | 1.2  | Zuralmy Rivas                                      |
| 18.     | Tour of Chongming Island World Cup                | CDM  | Kirsten Wild (Giant-Shimano)                       |
| 20.     | Grand Prix of Maykop                              | 1.2  | Julia Ilinich                                      |
| 21.–23. | Tour of Zhoushan Island                           | 2.2  | Charlotte Becker (Wiggle Honda)                    |
| 22.–25. | Tour of Adygeya                                   | 2.2  | Natalja Bojarskaja (Servetto Footon)               |
| 28.     | Asienmeisterschaften Einzelzeitfahren             | CC   | Na Ah-reum                                         |
| 30.     | Boels Rental Hills Classic                        | 1.1  | Emma Johansson (Orica-AIS)                         |
| 31.     | Asienmeisterschaften Straßenrennen                | CC   | Hsiao Mei-yu                                       |
| 31.     | Grand Prix de Plumelec-Morbihan Dames             | 1.2  | Audrey Cordon (Hitec Products)                     |
| 31.     | 7-Dorpenomloop Aalburg                            | 1.2  | Marianne Vos (Rabo Liv Women Cycling Team)         |
| 31.–1.  | Auensteiner Radsporttage                          | 2.2  | Lisa Brennauer (Specialized-lululemon)             |

### Juni
| Datum   | Rennen                          | Kat. | Siegerin (UCI Women’s Team)                          |
| ------- | ------------------------------- | ---- | ---------------------------------------------------- |
| 1.      | Gooik-Geraardsbergen-Gooik      | 1.1  | Marianne Vos (Rabo Liv Women Cycling Team)           |
| 1.      | Philadelphia Cycling Classic    | 1.1  | Evelyn Stevens (Specialized-lululemon)               |
| 6.      | Nagrada Ljublane (EZF)          | 1.2  | Martina Ritter (BTC City Ljubljana)                  |
| 6.      | Chrono Gatineau (EZF)           | 1.1  | Tayler Wiles (Specialized-lululemon)                 |
| 7.      | Grand Prix cycliste de Gatineau | 1.1  | Denise Ramsden (Optum-Kelly Benefit Strategies)      |
| 10.     | Durango–Durango Emakumeen Saria | 1.2  | Marianne Vos (Rabo Liv Women Cycling Team)           |
| 12.–15. | Emakumeen Euskal Bira           | 2.1  | Pauline Ferrand-Prévot (Rabo Liv Women Cycling Team) |
| 15.     | Frauen Grand Prix Gippingen     | 1.2  | Katarzyna Niewiadoma (Rabo Liv Women Cycling Team)   |
| 15.     | Diamond Tour                    | 1.2  | Jolien D’hoore (Lotto Belisol Ladies)                |
| 21.     | Giro del Trentino Alto Adige    | 1.1  | Valentina Scandolara (Orica-AIS)                     |

### Juli
| Datum   | Rennen                                        | Kat. | Siegerin (UCI Women’s Team)                     |
| ------- | --------------------------------------------- | ---- | ----------------------------------------------- |
| 4.–13.  | Giro d’Italia Femminile                       | 2.1  | Marianne Vos (Rabo Liv Women Cycling Team)      |
| 6.      | White Spot / Delta Road Race                  | 1.2  | Leah Kirchmann (Optum-Kelly Benefit Strategies) |
| 10.–13. | Tour de Feminin – O cenu Českého Švýcarska    | 2.2  | Brianna Walle                                   |
| 14.–20. | Internationale Thüringen-Rundfahrt der Frauen | 2.1  | Evelyn Stevens (Specialized-lululemon)          |
| 16.–20. | Tour de Bretagne Féminin                      | 2.2  | Elisa Longo Borghini (Hitec Products)           |
| 19.–20. | BeNe Ladies Tour                              | 2.2  | Emma Johansson (Orica-AIS)                      |
| 27.     | La Course by Le Tour de France                | 1.1  | Marianne Vos (Rabo Liv Women Cycling Team)      |

### August
| Datum   | Rennen                        | Kat. | Siegerin (UCI Women’s Team)                        |
| ------- | ----------------------------- | ---- | -------------------------------------------------- |
| 2.      | Erondegemse Pijl              | 1.2  | Ann-Sofie Duyck                                    |
| 3.      | Sparkassen Giro Bochum        | CDM  | Marianne Vos (Rabo Liv Women Cycling Team)         |
| 10.–16. | Route de France Féminine      | 2.1  | Claudia Lichtenberg (Giant-Shimano)                |
| 15.–17. | Tour of Norway                | 2.2  | Anna van der Breggen (Rabo Liv Women Cycling Team) |
| 22.     | Open de Suède Vårgårda (MZF)  | CDM  | Specialized-lululemon                              |
| 24.     | Open de Suède Vårgårda        | CDM  | Chantal Blaak (Specialized-lululemon)              |
| 23.–27. | Trophée d’Or Féminin          | 2.2  | Elisa Longo Borghini (Hitec Products)              |
| 30.     | Grand Prix de Plouay-Bretagne | CDM  | Lucinda Brand (Rabo Liv Women Cycling Team)        |

### September
| Datum   | Rennen                                                 | Kat. | Siegerin (UCI Women’s Team)                        |
| ------- | ------------------------------------------------------ | ---- | -------------------------------------------------- |
| 2.–7.   | Tour Cycliste Féminin International de l’Ardèche       | 2.2  | Linda Melanie Villumsen (Wiggle Honda)             |
| 2.–7.   | Boels Rental Ladies Tour                               | 2.1  | Evelyn Stevens (Specialized-lululemon)             |
| 11.–15. | Lotto Belisol Belgium Tour                             | 2.2  | Annemiek van Vleuten (Rabo Liv Women Cycling Team) |
| 12.–14. | Giro della Toscana Femminile – Memorial Michela Fanini | 2.2  | Shelley Olds (Alé Cipollini)                       |
| 14.     | Chrono Champenois                                      | 1.1  | Hanna Solowej                                      |
| 21.9.   | Weltmeisterschaften Teamzeitfahren                     | CM   | Specialized-lululemon                              |
| 23.9.   | Weltmeisterschaften Einzelzeitfahren                   | CM   | Lisa Brennauer                                     |
| 27.9.   | Weltmeisterschaften Straßenrennen                      | CM   | Pauline Ferrand-Prévot                             |

### Oktober
| Datum | Rennen             | Kat. | Siegerin (UCI Women’s Team)             |
| ----- | ------------------ | ---- | --------------------------------------- |
| 11.   | Giro dell’Emilia   | 1.2  | Rossella Ratto (Estado de Mexico Faren) |
| 19.   | Chrono des Nations | 1.1  | Hanna Solowej                           |

## Weltrangliste
(Stand der Weltrangliste am 28. September 2014)
| Platz | Fahrerin               | Punkte |
| ----- | ---------------------- | ------ |
| 1.    | Marianne Vos           | 1363   |
| 2.    | Emma Johansson         | 1315   |
| 3.    | Elizabeth Armitstead   | 923,25 |
| 4.    | Kirsten Wild           | 877,25 |
| 5.    | Lisa Brennauer         | 846    |
| 6.    | Anna van der Breggen   | 839    |
| 7.    | Giorgia Bronzini       | 829    |
| 8.    | Pauline Ferrand-Prévot | 815    |
| 9.    | Shelley Olds           | 792    |
| 10.   | Elisa Longo Borghini   | 659    |

| Platz | UCI Women’s Team            | Punkte  |
| ----- | --------------------------- | ------- |
| 1.    | Rabo Liv Women Cycling Team | 3422,75 |
| 2.    | Specialized-lululemon       | 2230    |
| 3.    | Boels Dolmans Cyclingteam   | 2102    |
| 4.    | Orica-AIS                   | 1925,5  |
| 5.    | Giant-Shimano               | 1914    |
| 6.    | Hitec Products              | 1431,5  |
| 7.    | Wiggle Honda                | 1236    |
| 8.    | Alé Cipollini               | 1176    |
| 9.    | Astana BePink Women’s Team  | 1129    |
| 10.   | Estado de Mexico Faren      | 811     |

| Platz | Nation                 | Punkte  |
| ----- | ---------------------- | ------- |
| 1.    | Niederlande            | 4073    |
| 2.    | Italien                | 2389    |
| 3.    | Vereinigte Staaten     | 2132,25 |
| 4.    | Deutschland            | 1679,25 |
| 5.    | Vereinigtes Königreich | 1436,25 |
| 6.    | Schweden               | 1408,5  |
| 7.    | Frankreich             | 1350    |
| 8.    | Belgien                | 1001    |
| 9.    | Australien             | 899,75  |
| 10.   | Russland               | 778     |